# Modèle de Magdebourg
Le modèle de Magdebourg (Magdeburger Modell en allemand) désigne un type de gouvernement minoritaire conduit par le Parti social-démocrate d'Allemagne (SPD), qui dispose du soutien sans participation du Parti du socialisme démocratique (PDS), aujourd'hui Die Linke. Ce modèle tire son nom des gouvernements de Reinhard Höppner, Ministre-président de Saxe-Anhalt de 1994 à 2002 grâce au soutien du PDS.
Il s'agit aujourd'hui du seul genre réussi d'un gouvernement minoritaire en Allemagne.

## Applications

### Création
Aux élections régionales de 1994 en Saxe-Anhalt, la coalition noire-jaune au pouvoir est défaite face aux forces de gauche, sans qu'une coalition entre SPD et Verts n'ait la majorité absolue. Le chef de file social-démocrate, Reinhard Höppner, négocie alors le soutien (ou l'abstention) du PDS à son alliance rouge-verte, ce qui lui permet de devenir Ministre-président.
Ce gouvernement minoritaire a même été réduit au seul SPD après le scrutin de 1998 puisque l'Alliance 90 / Les Verts a été exclue du Landtag faute d'avoir franchi la barre des 5 %.

### Adaptations

#### Réussies
Entre 2001 et 2002, à Berlin, sous la direction de Klaus Wowereit, juste après la rupture de la grande coalition d'Eberhard Diepgen. Après les élections anticipées de 2001, un gouvernement rouge-rouge associant directement le SPD et le PDS a vu le jour.
Entre 2010 et 2012, en Rhénanie-du-Nord-Westphalie, sous la direction d'Hannelore Kraft, après des élections marquées par la défaite de la coalition noire-jaune de Jürgen Rüttgers et l'échec du SPD et des Verts à obtenir, à un siège, la majorité absolue. Grâce à l'abstention de Die Linke, Kraft a obtenu l'investiture du Landtag le 14 juillet par 90 voix sur 181.

#### Échec
En 2008, à la suite des élections régionales en Hesse, aucune majorité parlementaire ne s'était dégagée au Landtag du fait de la forte chute de la CDU et de l'irruption de Die Linke. Andrea Ypsilanti, chef de file du SPD, a alors tenté par deux fois de former un gouvernement minoritaire rouge-vert soutenu par Die Linke, mais le refus opposé par quatre députés sociaux-démocrates, là où la gauche ne détenait que 57 députés sur 110, en a empêché la réalisation.